# Clemens Orth
Clemens T. Orth (* um 1975 in Heidelberg) ist ein deutscher Musikproduzent und Jazzmusiker (Piano, Orgel, Talkbox, Gesang, Arrangement, Komposition), der unter anderem Modern Jazz spielt.

## Leben und Wirken
Orth begann mit drei Jahren Klavier zu spielen; drei Jahre später erhielt er regelmäßig Unterricht. Nach Jahren klassischer Ausbildung beschäftigte er sich mit Keyboard-Instrumenten und der Stimme. Mit 17 Jahren schloss er die Ausbildung als Kirchenorganist ab und begann sich in dieser Zeit verstärkt mit Jazzmusik zu beschäftigen. Er studierte an der Musikhochschule Köln. Mit seinem Pianotrio war er 1995 Sieger beim Wettbewerb Krakow Jazz Juniors. Erste Aufnahmen entstanden 1997, als er Mitglied im Bundesjugendjazzorchester war (Focus on Vocals, Mons Records). Im selben Jahr spielte er in Gunter Hampels Next Generation, mit der er u. a. bei der MusikTriennale Köln auftrat. In New York entstand mit Hampel noch das Album The 8th of September 1999, in der Dresdner Tonne im Folgejahr Earthlings .
1999 nahm er im Trio mit Dietmar Fuhr (Kontrabass) und Matthias Kornmaier (Schlagzeug) sein Debütalbum Silhouette Ascending (Mons) auf,  2000 erhielt er ein Stipendium zum Studium am Queens College in New York City; dort hatte er Unterricht bei Roland Hanna, Michael Mossman und Kenny Werner. Seit 2002 war er als Keyboarder für Bro’Sis und als Studiomusiker tätig. 2009 legte er das Soloalbum Here Now (Konnex) vor, auf dem er neben Standards wie „You’d Be So Nice to Come Home To“ und Thad Jones’ „A Child Is Born“ auch Eigenkompositionen vorstellte. 2009 war er Sieger beim internationalen Piano-Wettbewerb „Premio Benedetto XIII“ in Bari. Orth arbeitet in Deutschland von Köln aus mit einem eigenen Trio (dem auch Joscha Oetz angehörte). Daneben ist er auch als Singer-Songwriter CTO unterwegs.
2010 gründete er in New York ein neues Trio mit dem Bassisten Sam Minaie und Ross Pedersen am Schlagzeug, mit dem er 2014 das Album  „Bilateral Exchange Program“ auf dem Label CTOMusic veröffentlichte. 2015 spielte das Trio Konzerte  in New York und ging auf eine Deutschlandtournee. 2015 spielte er sein zweites Solo Klavier Album ein. „When we crossed paths“ erschien 2015. 2018 erschien das Album „In Dulci Jubilo“, wo er mit einem neuen Trio mit Fabian Arends und Stefan Schönegg Bearbeitungen von Weihnachtschorälen veröffentlichte. Auch wirkte er als Gastmusiker beim Album Savka i Griška (2016) der Formation East Drive mit.
2019 spielte er mit dem indischen Sitar Spieler Hindol Deb das Album „Essence of Duality“ ein, worauf auch Jens Düppe am Schlagzeug, Christian Ramond am Bass sowie Tamara Lukasheva am Gesang zu hören sind. Das Album erschien 2021 auf dem Label CTOMusic. Im Jahre 2020 produzierte er mit dem deutsch-brasilianischen Rapper „Jabul“ das Album „pronounced Jah-Boo“, gefolgt von dem Album „Tunity“, welches im Herbst 2021 erschien. Auf den Alben sind mehrere aufstrebende Nachwuchskünstler sowie befreundete Gastmusiker zu hören. Als Organist tritt Orth in mehreren Formationen in Erscheinung, darunter die Band „Organic Universe“ des Kölner Trompeters Peter Protschka und das Trio des Gitarristen José Diaz de León sowie im Trio mit den Kölnern Musikern Bruno Müller und Hendrik Smock. Im Frühjahr 2022 erschien das Trio Album „DESOL“ mit dem britischen Bassisten Phil Donkin sowie dem Schweizer Schlagzeuger Silvio Morger.
Seit 2010 tritt Orth verstärkt auch als Musikproduzent in den Bereichen Jazz, Pop und Singer-Songwriter in Erscheinung. Mittelpunkt des Schaffens ist das Tonstudio Salon De Jazz in Köln, wo auch regelmäßig Live-Konzerte zu hören sind.